# Lukas Grauwiler
Lukas Grauwiler, né le 13 avril 1984 à Zurich, est un joueur professionnel Suisse de hockey sur glace. Il évolue au poste de centre.

## Carrière

### En club
Formé dans l'organisation des ZSC Lions/GCK Lions, Lukas Grauwilwer fait ses débuts en LNB avec les GCK Lions lors de la saison 2000-2001. Après trois saisons en deuxième division helvétique, ponctuées par deux apparitions en LNA avec les ZSC Lions, Lukas Grauwiler traverse l'Atlantique pour rejoindre les IceDogs de Mississauga en LHO.
Son expérience nord-américaine ne dure qu'une saison, parvenant même en finale de la Coupe J.-Ross-Robertson, défait par le Storm de Guelph. Il rentre alors en Suisse, dans son club formateur. Grauwiler doit attendre encore deux saisons avant de pouvoir prétendre à une place de titulaire en LNA. C'est chose faite dès la saison 2006-2007. La saison suivante, il remporte son premier titre de champion de Suisse. En Ligue des Champions de hockey sur glace 2008-2009, il gagne la Ligue des champions, puis la Coupe Victoria en septembre de la même année.
Au début de la saison 2010-2011, Grauwiler rejoint les Rapperswil-Jona Lakers, avec qui il prolonge pour deux saisons supplémentaires en février 2011. Écarté du cadre de l’équipe saint-galloise en janvier 2013, Grauwiler est prêté pour une semaine au CP Berne. Ne recevant pas de contrat de la part des dirigeants bernois à l’issue du prêt, il est prêté au SC Langenthal, en LNB.

### En équipe de Suisse
Grauwiler a participé au championnat du monde des - 18 ans en 2002, ainsi qu'aux mondiaux juniors de 2004.

## Palmarès
- LNA
  - Champion en 2008 avec les ZSC Lions
- CHL
  - Vainqueur en 2009 avec le ZSC Lions
- Coupe Victoria
  - Vainqueur en 2009 avec le ZSC Lions
- Coupe J.-Ross-Robertson
  - Finaliste en 2004 avec les IceDogs de Mississauga

## Statistiques

### En club
Pour les significations des abréviations, voir Statistiques du hockey sur glace.
| Saison    | Équipe                 | Ligue        |    | Saison régulière | Saison régulière | Saison régulière | Saison régulière | Saison régulière |   | Séries éliminatoires | Séries éliminatoires | Séries éliminatoires | Séries éliminatoires | Séries éliminatoires |
| Saison    | Équipe                 | Ligue        | PJ | B                | A                | Pts              | Pun              | PJ               | B | A                    | Pts                  | Pun                  |                      |                      |
| 2000-2001 | GCK Lions              | LNB          | 18 | 0                | 0                | 0                | 4                | 1                | 0 | 0                    | 0                    | 2                    |                      |                      |
| 2000-2001 | GCK Lions U20          | Jr. Élites A | 27 | 12               | 10               | 22               | 55               | 2                | 0 | 0                    | 0                    | 2                    |                      |                      |
| 2001-2002 | GCK Lions              | LNB          | 36 | 8                | 6                | 14               | 14               | 9                | 1 | 2                    | 3                    | 2                    |                      |                      |
| 2001-2002 | GCK Lions U20          | Élites Jr. A | 19 | 11               | 9                | 20               | 26               | -                | - | -                    | -                    | -                    |                      |                      |
| 2002-2003 | ZSC Lions              | LNA          | -  | -                | -                | -                | -                | 2                | 0 | 0                    | 0                    | 2                    |                      |                      |
| 2002-2003 | GCK Lions              | LNB          | 37 | 8                | 9                | 17               | 14               | 5                | 2 | 3                    | 5                    | 18                   |                      |                      |
| 2002-2003 | GCK Lions U20          | Jr. Élites A | 13 | 7                | 4                | 11               | 14               | 4                | 5 | 1                    | 6                    | 8                    |                      |                      |
| 2003-2004 | IceDogs de Mississauga | LHO          | 57 | 12               | 16               | 28               | 30               | 24               | 6 | 11                   | 17                   | 6                    |                      |                      |
| 2004-2005 | ZSC Lions              | LNA          | 7  | 0                | 0                | 0                | 0                | -                | - | -                    | -                    | -                    |                      |                      |
| 2004-2005 | GCK Lions              | LNB          | 39 | 9                | 20               | 29               | 105              | 6                | 1 | 4                    | 5                    | 8                    |                      |                      |
| 2005-2006 | ZSC Lions              | LNA          | 14 | 0                | 0                | 0                | 0                | 10               | 2 | 1                    | 3                    | 0                    |                      |                      |
| 2005-2006 | GCK Lions              | LNB          | 35 | 19               | 24               | 43               | 34               | -                | - | -                    | -                    | -                    |                      |                      |
| 2006-2007 | ZSC Lions              | LNA          | 38 | 4                | 2                | 6                | 34               | 7                | 0 | 0                    | 0                    | 4                    |                      |                      |
| 2007-2008 | ZSC Lions              | LNA          | 50 | 2                | 7                | 9                | 14               | 17               | 0 | 2                    | 2                    | 4                    |                      |                      |
| 2008-2009 | ZSC Lions              | LNA          | 50 | 3                | 9                | 12               | 14               | 4                | 0 | 0                    | 0                    | 12                   |                      |                      |
| 2009-2010 | ZSC Lions              | LNA          | 49 | 3                | 4                | 7                | 24               | 6                | 0 | 1                    | 1                    | 0                    |                      |                      |
| 2010-2011 | Rapperswil-Jona Lakers | LNA          | 41 | 7                | 11               | 18               | 34               | 10               | 0 | 0                    | 0                    | 10                   |                      |                      |
| 2011-2012 | Rapperswil-Jona Lakers | LNA          | 49 | 4                | 5                | 9                | 49               | 5                | 1 | 1                    | 2                    | 20                   |                      |                      |
| 2012-2013 | Rapperswil-Jona Lakers | LNA          | 14 | 0                | 1                | 1                | 10               | -                | - | -                    | -                    | -                    |                      |                      |
| 2012-2013 | CP Berne               | LNA          | 3  | 0                | 0                | 0                | 0                | -                | - | -                    | -                    | -                    |                      |                      |
| 2012-2013 | SC Langenthal          | LNB          | 3  | 0                | 0                | 0                | 2                | 10               | 2 | 2                    | 4                    | 4                    |                      |                      |

| Année     | Équipe    | Compétition |   | PJ | B | A | Pts | Pun | +/-       |  | Résultat |
| 2002      | Suisse    | CM -18 ans  | 8 | 2  | 0 | 2 | 2   | 0   | 7e place  |  |          |
| 2004      | Suisse    | CM Jr.      | 6 | 2  | 0 | 2 | 4   | +5  | 8e place  |  |          |
| 2008-2009 | ZSC Lions | CHL         | 6 | 0  | 0 | 0 | 2   | 0   | Vainqueur |  |          |